# Bundesfestung

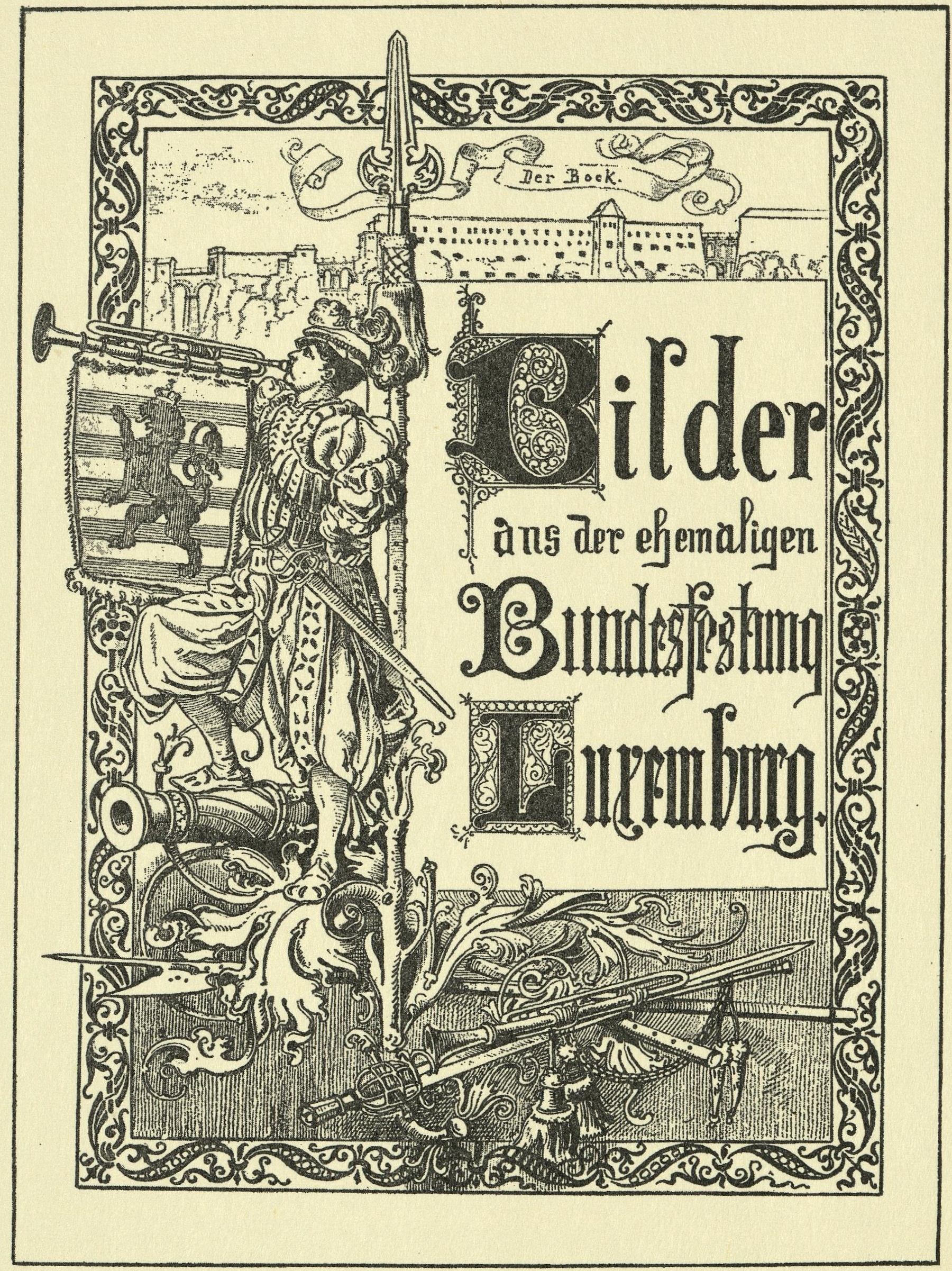
Libro de ilustraciones de la Bundesfestung Luxemburgo, Michel Engels, 1887.

Una Bundesfestung o fortaleza confederada (término completo en alemán: Bundesfestung des Deutschen Bundes; en español, Fortaleza de la Confederación Germánica) es la denominación que recibieron a partir de 1815 ciertas plazas fortificadas de Maguncia, Landau y Luxemburgo, que constituían la primera línea de defensa de la Confederación Germánica. Posteriormente, esta distinción se confirió también a las ciudades de Ulm y Rastatt. A día de hoy, los restos de aquellas plazas siguen llevando en su nombre oficial el término Bundesfestung.

## Historia
Bajo los términos del tratado de París de 1815, Francia (derrotada en la batalla de Waterloo) fue obligada a pagar por la construcción de una línea de defensas, con el objetivo de proteger la recién establecida Confederación Germánica de futuras agresiones por parte de los franceses. La totalidad de estas plazas debieron de situarse fuera de los dominios de Prusia y del Imperio austríaco, las dos grandes y reñidas potencias de la Confederación.
Los trabajos de la gran Bundesfestung de Maguncia se concluyeron en 1835, al tiempo que Prusia finalizó la construcción de las fortificaciones de Coblenza, Ehrenbreitstein y Colonia, y, en el frente bávaro, la fortaleza de Germersheim (hoy parte de Baden-Wurtemberg) se rehabilitó para defender el paso por el Alto Rin.  Estas plazas, encontrándose dentro de las fronteras germánicas, serían la segunda línea de defensa detrás de las Bundesfestungen, con lo que la frontera germánica occidental pudo disfrutar de una importante línea defensiva contra futuros ataques. La parte oriental de la Confederación tampoco se quedó atrás, con la erección de la gran fortaleza de Poznan, mientras que el sur se encontraba en plena construcción de la fortificación de Brixen, en el Tirol. Este conjunto de fortalezas se encontraba bajo control de las provincias locales, a diferencia de las Bundesfestungen, de carácter federal (o confederado). 
La Bundesfestung de Ulm se convirtió en una importante fortificación, tanto estratégicamente como por su capacidad de alojar a hasta 100 000 hombres con sus equipos y armas. Su construcción fue dirigida por el comandante prusiano Moritz Karl Ernst von Prittwitz, enviado especialmente a este fin debido a que el Reino de Wurtemberg no pudo proporcionar un ingeniero propio.

## Características
Las Bundesfestungen fueron sujetas directamente al Parlamento Confederado Alemán (Bundesversammlung) a través de una comisión militar federal (Bundesmilitärkommission) (salvo durante el gobierno provisional del Parlamento de Fráncfort, 1848-1849).
Fueron concebidas para formar la primera línea de defensa contra el enemigo francés, y, sin embargo, durante la existencia de la Confederación Germánica no se llegó a producir un semejante ataque (a pesar de las crisis exteriores de 1830 y 1840). Las fortalezas confederadas servirían por tanto sobre todo para reunir a soldados de toda la geografía germánica con el fin de fomentar la fraternidad y el sentir de destino común.
Tras la desintegración de la Confederación Germánica, las Bundesfestungen pasaron a formar parte de sus correspondientes entidades territoriales, algunas cayéndose rápidamente en estado de dejación. De la mayoría solo quedan restos, aunque algunas conservan parte de sus edificaciones en buen estado.

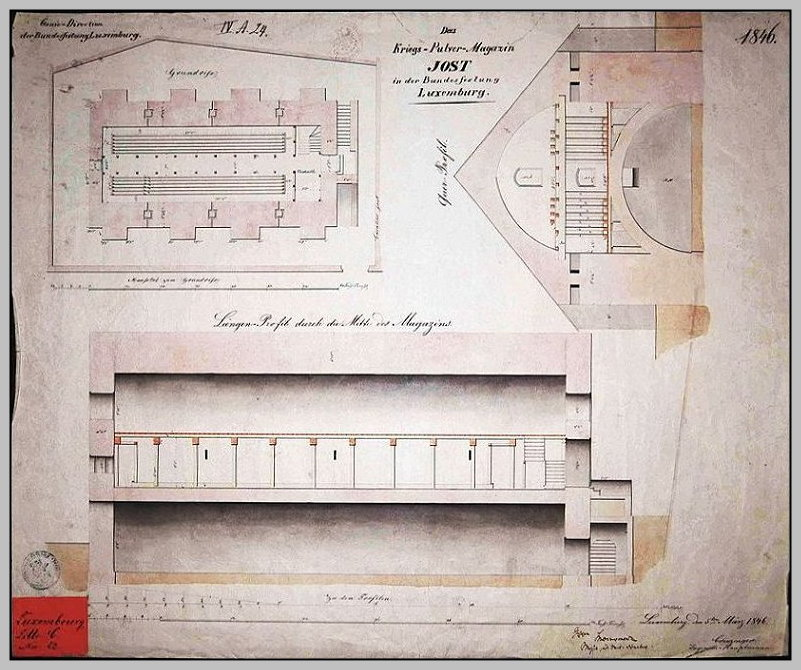
Los planes del depósito de municiones, bastión Jost, Bundesfestung Luxemburgo.
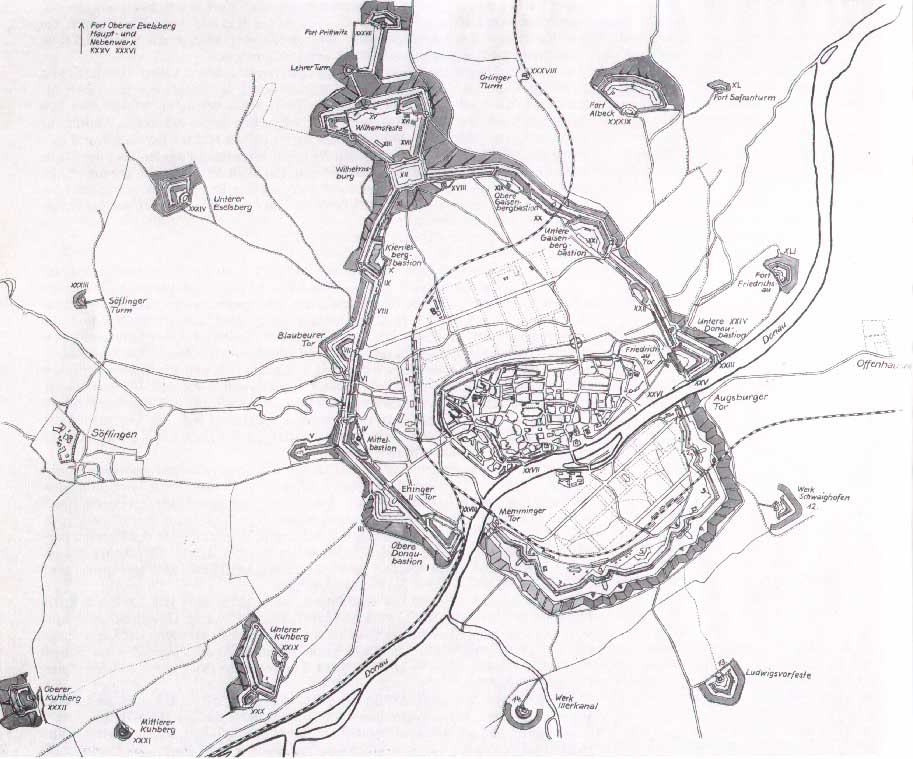
Esbozo del plan de construcción de la Bundesfestung Ulm.
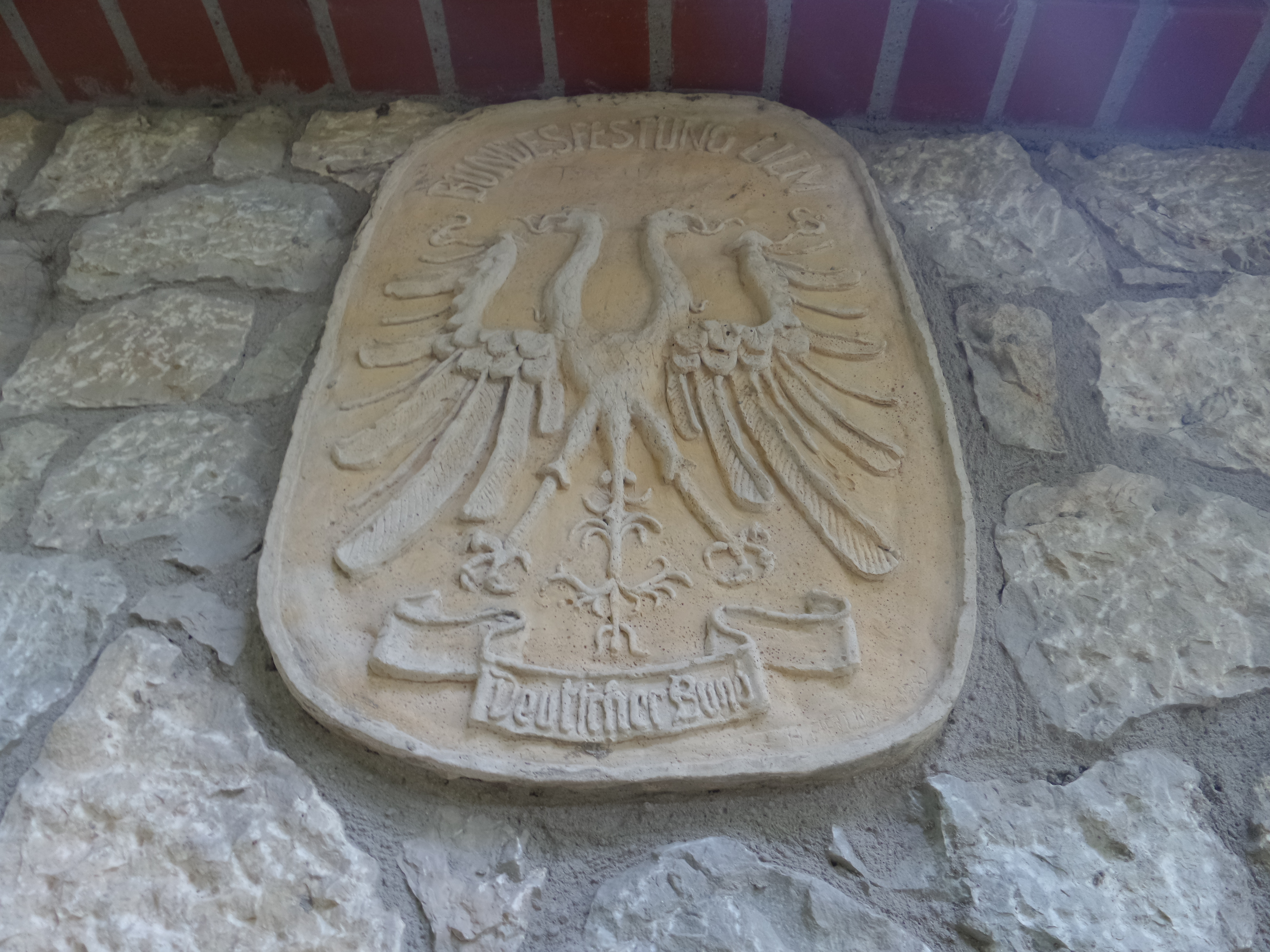
Escudo en la muralla de la Bundesfestung de Ulm.
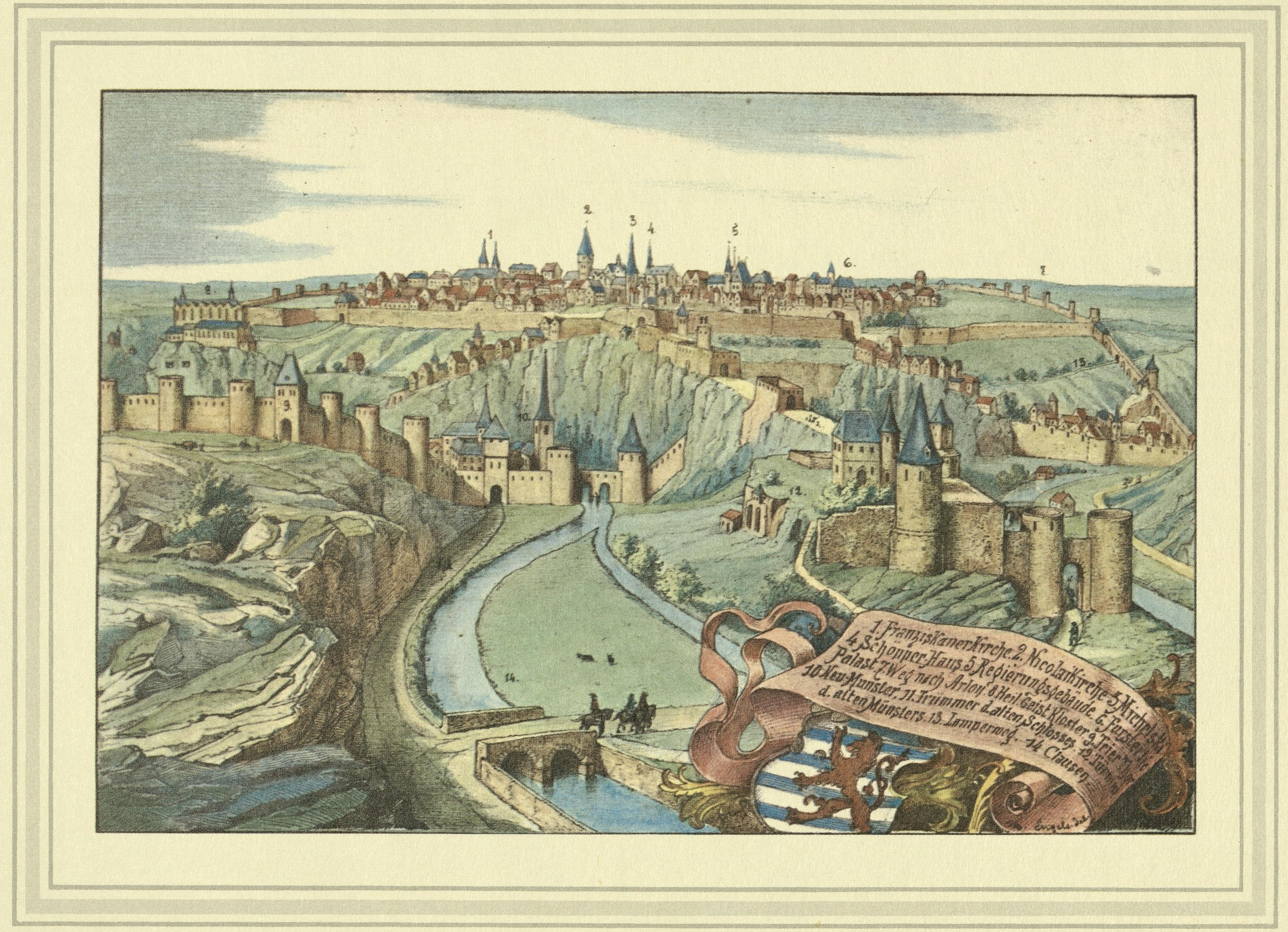
Cuadro de acceso a la Bundesfestung Luxemburgo, libro de ilustraciones de Engels, 1887.
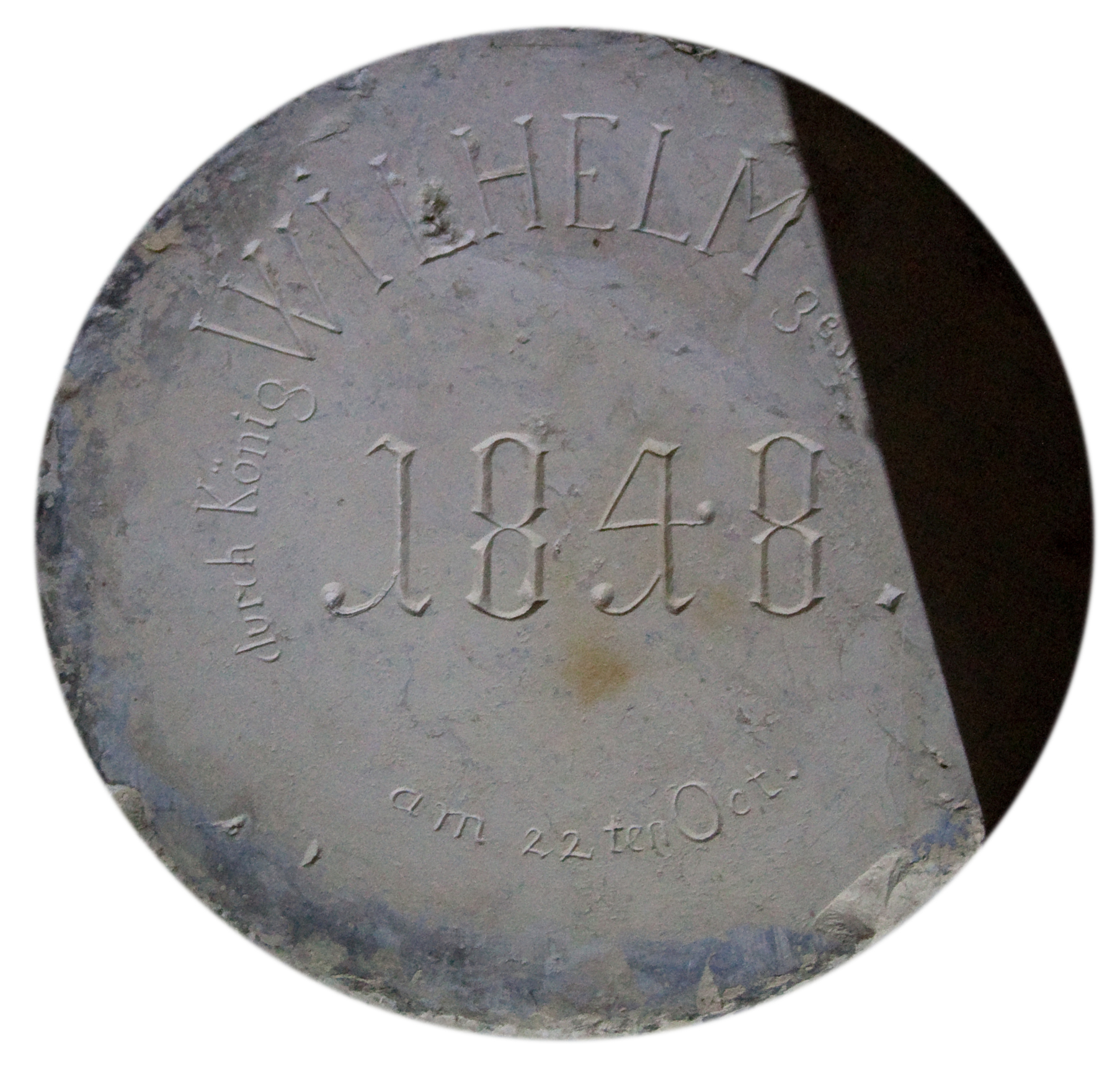
Clave de la torre mayor de la fortaleza XII Wilhelmsburg, en la Bundesfestung Ulm.